# Tit Liviu Chinezu
Tit Liviu Chinezu (n. 22 iunie 1904, Iernuțeni,, Comitatul Mureș-Turda, din alte surse Huduc, azi Maiorești, Comitatul Alba de Jos, azi în județul Mureș – d. 15 ianuarie 1955, Închisoarea Sighet) a fost profesor la Academia Teologică din Blaj, episcop martir al Bisericii Române Unite cu Roma (greco-catolică).
A fost beatificat de papa Francisc în anul 2019. Este sărbătorit în Biserica Catolică pe data de 2 iunie.

## Copilăria și studiile
Tit Liviu Chinezu s-a născut în anul 1904, în localitatea Huduc (azi Maiorești), Comitatul Alba de Jos din Austro-Ungaria, azi în județul Mureș, unde tatăl său era preot-paroh greco-catolic. Încă de când era copil a avut un trai greu, întrucât trebuia să facă zilnic, pe jos, pe ger sau căldură, pe ploaie sau viscol, drumul până la școala primară în satul vecin.
După cursurile școlii primare a făcut studiile medii în trei etape, și anume: clasele I-III, la gimnaziul săsesc din Reghin, clasele IV-VI, la liceul românesc din Reghin, iar ultimele două clase, a VII-a și a VIII-a (azi XI-XII), la Blaj, la Liceul „Sfântul Vasile”, distingându-se tot timpul printre cei mai buni elevi.
La Liceul „Sfântul Vasile” din Blaj s-a impus, atât în fața colegilor, cât și a profesorilor, prin agerimea inteligenței sale, prin puterea lui de muncă, punctualitate, spiritul său extrem de ordonat, așa încât bunătatea și amabilitatea lui iradiau în jur și-i cucerea pe toți, fiind, prin felul său de a fi, un lider înnăscut și iubit.
La Liceul „Sfântul Vasile" i-a avut colegi de clasă pe Ioan Suciu (viitorul episcop), Ioan Miclea (viitorul filosof, merituos reprezentant al neotomismului în România), Nicolae Mărgineanu (viitor psiholog și profesor universitar la Cluj), Ioan Vultur (preotul și scriitorul de mai târziu) etc.
Era foarte prietenos cu toți, mai ales cu colegii, și mereu accesibil. Știa asculta cu atenție și vădit interes ceea ce-i spuneai, încât îți dădea certitudinea că te-a înțeles perfect. Se disocia însă de părerile pătimașe și nu ținea mânie cu nimeni, ci încerca să-i sugereze interlocutorului pornit, că poate și adversarul său ar avea dreptate.
Tit Liviu Chinezu și Ioan Suciu au fost trimiși în anul 1925 la studii teologice, la Roma, în Colegiul Sfântul Atanasie (unde slujbele de rit oriental se făceau în limba greacă), studiile universitare continuându-le la Universitatea Angelicum și Propaganda Fide. Tânărul teolog Tit Liviu Chinezu s-a evidențiat în mod constant, atât la studii, cât și la modul cum își ducea în viața spirituală. Împreună cu colegul său Ioan Suciu a fost preocupat de mulți ani de a intra în ordinul iezuit. Dar, în cele din urmă, scriind la Blaj, mitropolitul de atunci, Dr. Vasile Suciu, a avut o opinie diferită, astfel cursul vieții sale luând o altă turnură.

## Preot și profesor
După ce și-a luat doctoratul în filosofie, cu brio, și fiind aproape încheiate și studiile teologice, la 31 ianuarie 1930, a fost hirotonit preot, la Roma. 
Întors acasă, în anul 1931, tânărul preot, doctor în filosofie Tit Liviu Chinezu a fost numit profesor de religie la Școala Normală de Învățători din Blaj. În școală a fost un factor dinamizant, dar cu mult tact pedagogic, iar cei care au avut prilejul de a-și deschide lui - ca spiritual - sufletul, au rămas fascinați de nivelul și justețea îndrumărilor primite. A fost un deschizător de chemări și vocații.
În 1937 părintele-profesor Tit Liviu Chinezu a fost transferat la Academia de Teologie „Preasfânta Treime” din Blaj, la Catedra de Apologetică și apoi la Filosofie, pe care a și ilustrat-o în activitatea sa. Părintele Chinezu a ajuns, mai apoi, să îndeplinească și funcția de rector al Academiei Teologice „Preasfânta Treime” din Blaj. 
Mai întâi profesor și prefect de studii și apoi rector al Academiei, s-a dovedit și un bun organizator și înnoitor al vechilor așezăminte didactice, dându-le un suflu nou.
Personalitate remarcabilă, mereu preocupată de promovarea cât mai eficientă a binelui Bisericii Române Unite, a organizat și condus asociația preoțească „Sfântul Nichita de Remesiana”, pentru ca, reuniți în cadrul ei, preoții celibi să nu se simtă marginalizați, singuratici și uitați în parohii îndepărtate. Și-a impus punctul de vedere și în Consistoriul arhidiecezan, reușind ca doi, trei preoți celibi tineri, să fie numiți în localități apropiate, pentru ca un "dada" mai bătrân (cum se exprima chiar el în plasticul său limbaj), să le poarte de grijă, să-i inițieze și dirijeze, să-i susțină în greutăți, să le fie confident.
În cadrul Asociației „Sfântul Nichita de Remesiana” , statutul reformat și aprobat în 1935, prevedea în art. 9-13 un program zilnic spiritual detaliat pentru membri, și alte îndatoriri periodice (unele săptămânale, altele lunare, și exerciții spirituale anuale). 
În editorialul Buletinului Asociației din 25 martie 1945, părintele Tit Liviu Chinezu precizează scopul și marile avantaje pe care Asociația „Sfântul Nichita” le-a adus Bisericii noastre: „ea a adus unele servicii de o deosebită importanță pentru membrii ei și unice în istoria Bisericii noastre: încheierea unei prietenii statornice și pe motiv preoțesc, susținerea multora printr-un program stabil de viață spirituală; dorința orientării întregii noastre preoțimi, pe o cale de înaltă ținută în adevăr ecleziastică. Sunt lucruri care, fără Asociația noastră, nu le-am avea decât sporadic”. 
Știind cât de adevărată era remarca criticului social Lamarzelle, și anume că "asocierea e o forță, o imensă forță pusă de Dumnezeu la dispoziția omenirii", Părintele Chinezu voia ca această forță să devină izvor de lumină și energie în Biserică. Întreținea o susținută corespondență cu toți, anunța data exercițiilor spirituale, făcea cunoscute temele ce se vor discuta la Adunarea Generală; făcu joncțiunea cu Asociația „Unio Apostolica”, aprobată de Roma și condusă de Monseniorul dr. Anton Durcovici; indică membrilor teme de examinarea conștiinței; se ocupă de cumpărarea unui teren la Cluj, pe care Asociația "Sfântul Nichita" să-și clădească o casă proprie de întruniri frățești și exerciții spirituale etc.  
Gânditor de elită, el a inițiat un puternic curent de susținere a filosofiei neotomiste, organizând cursuri de inițiere în aceast curent filosofic, urmate de un mare număr de cursanți, clerici și mireni, mulți profesori de la școlile blăjene, dar și intelectuali de alte profesii. În acest scop a tradus din franceză Introducere în filosofie a lui Jacques Maritain, lucrare rămasă netipărită.
A editat pe cheltuială proprie meditațiile Face à la Vie și a publicat numeroase articole cu conținut pedagogic în ziarele și revistele blăjene Unirea, Cultura creștină, Blajul etc., în scopul ridicării vieții spirituale a tineretului.
Avea o devoțiune și o admirație deosebită pentru sfânta Tereza de Ávila, scriitoare mistică spaniolă (1515–1582). Apropiații lui spun că ar fi început o carte despre viața și credința sfintei Tereza de Avila, care a rămas în manuscris. În închisoarea Sighet el mai nutrea speranța că, dacă-și va redobândi libertatea, va face un pelerinaj la mormântul acestei sfinte.
Atât de înțelegător cu alții, el avea, însă, un mare defect, acela de a fi prea exigent cu sine. Niciodată nu era mulțumit cu ceea ce redactase și, astfel, scrierile sale au rămas nepublicate.
Pe plan cultural el a fost omul care, în generația sa, a gândit poate, cel mai mult din Blaj. Era un catalizator de energii. A adunat în jurul său profesorii și intelectualii în acest mic centru, stimulându-i să publice, cum a fost seria "Oamenii Blajului", cărți în care buni condeieri ca Nicolae Comșa, Dionisie Popa, Nicolae Lupu etc., au prezentat în forme atrăgătoare, dar cu deplina respectare a adevărului istoric, câteva din marile figuri care au făcut ca Blajul să fie numit izvor de lumină pentru întreg neamul omenesc. 
Unii dintre acești scriitori de valoare, care au gravitat în jurul Părintelui Tit Liviu Chinezu au trecut definitiv în Istoria literaturii române, precum talentații Pavel Dan și Radu Brateș.
Același lucru se poate afirma despre implicația lui în viața seminariștilor. Așa de exemplu, în 1940, în urma unor indicații venite de la ambasadorul Manfred von Killinger (care, în vederea evitării vreunei discordii posibile între români și unguri, ca viitori aliați contra sovieticilor, în războiul ce se va declanșa în vara lui 1941), mareșalul Ion Antonescu a interzis orice manifestație cu ocazia lui 1 decembrie 1940. Părintele Chinezu a decis atunci să se facă o comemorare internă, la care va va vorbi el, părintele Leon Manu și un student. Conform îndrumărilor primite, studenții au ieșit pe ascuns, conspirativ, câte doi, trei, până au fost adunați sus pe colina Crucii lui Bob. Regrupați aici, în jurul crucii, au scos tricolorul ținut până atunci ascuns sub haine, l-au desfășurat cântând "Deșteaptă-te, române!". Cei 120 de studenți, în formație ordonată, în rânduri de câte patru, au coborât în oraș, defilând în aplauzele însuflețite ale întregii populații. După ce au trecut însă pe Podul minciunilor (cum numeau localnicii podul peste calea ferată), au fost opriți de un cordon masiv de militari în ținută de război. În fața acestui obstacol neprevăzut, prim-ductorul Pădureanu s-a adresat cu glas tare către mulțimea ce se adunase, practic tot Blajul era acolo: „Este azi o rușine să defilezi cu tricolorul românesc în frunte?” Un răsunător "NU" din mii de piepturi a fost răspunsul și, în aclamațiile întregii populații, au rupt cordonul, continuându-și marșul spre Piața Catedralei și au reintrat în seminar. Era tot o idee a părintelui Chinezu. Își riscase postul și libertatea, dar ideea trebuia să învingă. Blajul trebuia să-și rămână fidel vocației sale.
Deși foarte apropiat și înțelegător cu cei de bună credință, devenea inflexibil în fața unor seminariști cu purtări neadmisibile, indiferent cât de tari și suspuși erau ocrotitorii lor din ierarhie.
A fost transferat în 1947, în calitate de protopop la București. Îndată s-au strâns în jurul dânsului mulți studenți valoroși, înjghebându-se un fel de universitate liberă, în care rectorul și profesorul de filosofie era Tit Liviu Chinezu, iar îndrumătorul spiritual (confesorul) era monseniorul Vladimir Ghika.

## Calvarul gulagului comunist
În 28 octombrie 1948 Tit Liviu Chinezu a fost arestat și dus la Mănăstirea Neamț, împreună cu alți 25 de preoți greco-catolici, și apoi la Căldărușani, unde, ulterior, au fost aduși și episcopii greco-catolici, ținuți până atunci la Dragoslavele, Muscel, la vila, patriarhului Justinian Marina. 
În timp ce mai era la Mănăstirea Căldărușani, pe data de 3 decembrie 1949, la propunerea episcopului Ioan Ploscaru, părintele Tit Liviu Chinezu a fost consacrat episcop de către ceilalți episcopi veterani (tot acolo a fost consacrat ca arhiereu și Ioan Cherteș, în noaptea de Crăciun, 24/25 decembrie 1949). Cu toate precauțiile luate pentru a nu fi cunoscut acest secret, Securitatea a aflat ce se întâmplase, și cu ocazia unei vizite, pe care un delegat al Ministerului Afacerilor Interne o făcea la Sighet, acesta a spus tuturor de acolo: „Știați că aceștia doi, îi arăta pe Chinezu și Cherteș, sunt episcopi?”. Toți au rămas astfel uimiți de această afirmație.
Tot la Închisoarea Sighet un căpitan de Securitate a repetat propunerea cu care venise episcopul vicar patriarhal Teoctist Arăpașu, ca toți să treacă la Biserica Ortodoxă Română. La categoricul refuz al tuturor, căpitanul de Securitate a plecat furios din celulă. Însă Vasile Ciolpan, directorul închisorii, nervos pe situația creată, l-a sancționat pe părintele Chinezu cu închidere, la izolare, timp de două săptămâni.
În primii ani de detenție, la Sighet, părintele Chinezu a luat și el parte la corvezile din închisoare, până când starea degradantă a sănătății sale nu i-a mai permis să părăsească celula. „Din cauza sensibilității sale deosebite, spune părintele Alexandru Rațiu, episcopul Chinezu a suferit foarte mult în închisoare, dar nu s-a plâns niciodată, dimpotrivă, a încercat pe cât putea să întărească speranțele celor care sufereau în jurul său. Exemplul său va rămâne viu pentru noi cei care am trăit alături de el”.
De multe ori, securistul închisorii venea și ținea discursuri despre cum trebuie să treacă cu toții la Ortodoxie. 
Într-o zi episcopul Chinezu i-a spus: 
« - Domnule, sunt cât se poate de uimit să constat că guvernul comunist, care se declară ateu, manifestă atâta interes pentru convertirea noastră.»
Iar securistul i-a replicat: 
« - Tu, care ești deținut, ar trebui să ai grijă ce vorbești. Există între noi oameni care știu mai multă teologie decât tine.» Mai târziu, în aceeași zi, a venit comandantul închisorii, Vasile Ciolpan, care le-a spus că au fost reclamați pentru obrăznicie.

## Sfârșitul vieții
Ca să le arate că rezistența preoților și episcopilor greco-catolici poate fi înfrântă, conducătorii închisorii au luat măsuri drastice. Era geroasa iarnă a anului 1955. Episcopul Chinezu s-a îmbolnăvit grav. Într-o noapte a început să scuipe sânge, dar n-a avut parte de nici o asistență medicală. A fost chemat sanitarul închisorii, dar acesta ar fi decis să-l izoleze în infirmierie, un neadevăr propagat mai tărziu, căci, în realitate, acolo nu exista infirmierie. Cu toate că a fost implorat să nu lase să-l ia de lângă ceilalți, sanitarul nu avea niciun fel de autoritate. Comandantul închisorii, Vasile Ciolpan, a ordonat ca fereastra celulei să fie deschisă, pe un ger groaznic, episcopul Chinezu aproape că a înghețat. Îl închiseseră, singur, într-o altă celulă, mai mare, celula 62, de pe aripa din dreapta T-ului (închisoarea de la Sighet avea forma unui „T”) unde, nu după mult timp, a și murit, în chinurile bolii și înghețat. Documentele cercetate recent de către Biserica Română Unită arată că Tit Liviu Chinezu a petrecut până în ultima zi de viață alături de colegii săi episcopi și că a fost mărturisit cu o zi înainte, de către Părintele protopop de Reghin (viitorul mitropolit greco-catolic și cardinal) Alexandru Todea. Drept dovadă stă și mărturia părintelui Coriolan Tămâian reținută de Postulatura care cercetează cauza de canonizare a episcopului-martir. „În 12 ianuarie 1955 i s-a făcut rău [episcopului Chinezu], nu mai vorbea, nu mânca, până în dimineața zilei de 15 ianuarie. Noi căutam să-l «acoperim», să nu-l vadă paznicul, ca și cu episcopul Frențiu și cu episcopul Suciu, altfel îi ducea de acolo să moară. A intrat întâmplător paznicul, un rutean, l-a văzut bolnav, a sesizat gardianul, care l-a transportat împreună cu mine în altă cameră, de o persoană, spunând că va fi dus la spital, ceea ce eu am contestat. El s-a prins de mine, de reverul hainei, nu voia să plece. Peste două ore a murit.”
În după-amiaza de 15 ianuarie, tocmai când se trăgea clopotul la biserica romano-catolică din Sighet, se stinsese martir, unul dintre cei mai luminoși arhierei tineri ai Bisericii Române Unite cu Roma. A fost îngropat în același cimitir al vagabonzilor și sinucigașilor, unde fusese înhumat și prietenul său de o viață, Ioan Suciu, precum și alți episcopi, preoți și atâția demnitari, printre care și Iuliu Maniu. 
„Se poate spune că a fost ucis cu premeditare, prin frig și boală. Când măturătorii-preoți au trecut pe acolo, au avut răgaz să deschidă vizeta. Bolnavul atârna cu capul peste marginea patului, iar jos era o baltă de sânge... Adevărată moarte de martir”. Noaptea a fost cărat cu căruța și îngropat în Cimitirul Săracilor, un cimitir fără cruci și fără morminte, părăsit, undeva de pe malul Izei, loc unde au fost înmormântați toți cei care au murit la penitenciarul din Sighet. A fost al patrulea episcop martir al Bisericii Române Unite decedat în detenție, după Vasile Aftenie, Valeriu Traian Frențiu și Ioan Suciu.

## Beatificarea
În data de 19 martie 2019 papa Francisc a autorizat Congregația pentru Cauzele Sfinților să promulge decretul de recunoaștere a martiriului episcopilor greco-catolici români Valeriu Traian Frențiu, Vasile Aftenie, Ioan Suciu, Tit Liviu Chinezu, Ioan Bălan, Alexandru Rusu și Iuliu Hossu, „uciși din ură față de credință în diverse locuri din România între 1950 și 1970”, deschizând calea pentru beatificarea acestora.
Papa Francisc a oficiat slujba beatificării sale în data de 2 iunie 2019, pe Câmpia Libertății din Blaj.